# Procònsol

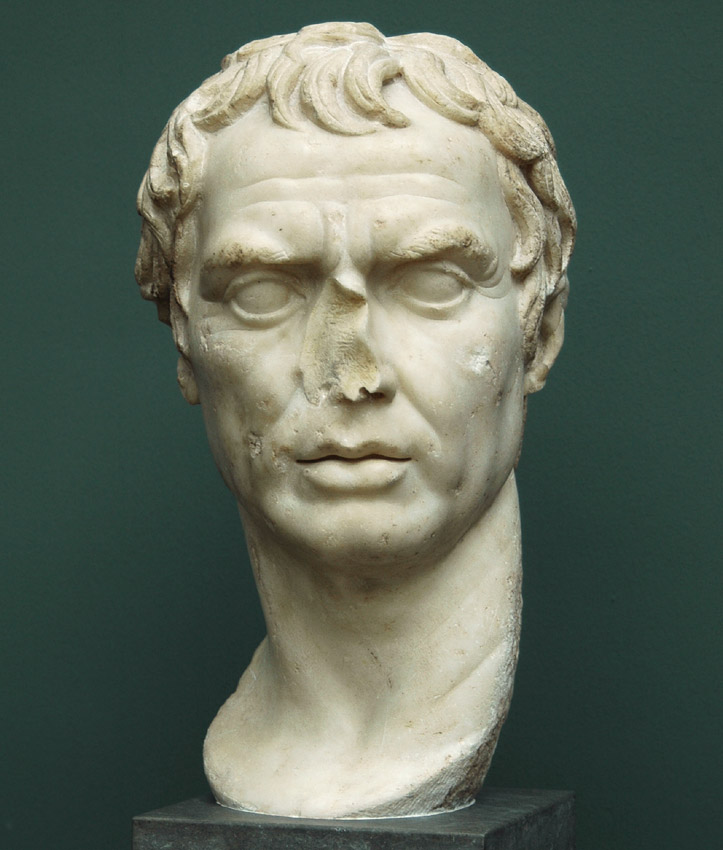
Bust de Luci Corneli Sul·la.

Procònsol (en llatí proconsul) era un magistrat romà que actuava al lloc del cònsol, sense exercir l'ofici mateix de cònsol. El proconsolat era una continuació del consolat amb modificacions. Es basava en el principi de la delegació de l'autoritat, actuava en lloc del cònsol (pro consule).
Inicialment el càrrec de cònsol era anual, i de vegades es prorrogava. En teoria, el procònsol era una autoritat delegada, però a la pràctica significava que en realitat es prorrogava el seu mandat. Això va passar per primer cop durant les guerres samnites, el 327 aC, quan es va prorrogar l'imperium de Quint Publili Filó, ja que de no ser així s'haurien perdut tots els avantatges aconseguits (imperium pro rogare), segons diu Titus Livi. Un senatusconsultum o un plebiscit podia prorrogar l'imperium del cònsol, que passava a ser procònsol; la diferència amb el cònsol era que el seu imperium no s'estenia pas a la ciutat de Roma ni la seva rodalia, ja que la pròrroga del mandat del cònsol no estava permesa dins de les muralles. Si el procònsol obtenia la victòria, els honors del triomf li havien de ser concedits pel poble, cosa innecessària si el triomf es feia durant el seu any en ofici. El 308 aC el senat va prorrogar (sense plebiscit) l'imperium de Quint Fabi Màxim Rul·lià. L'any 296 aC Luci Volumni Flamma Violent va ser elegit procònsol pels dos procediments, un senatusconsultum i un plebiscit.
Progressivament el nombre de províncies romanes va augmentar i es va fer costum que els cònsols que acabaven el càrrec anessin a dirigir la guerra a una província o a administrar-la. Hi ha alguns casos també de procònsols nomenats sense haver exercit el consolat prèviament, encara que no abundosos: l'any 211 aC el primer, quan Publi Corneli Escipió Africà va ser nomenat procònsol a Hispània pels comicis centuriats; al final de la república aquestos casos es van fer més freqüents.
Amb l'administració de Constantí I el Gran, el càrrec de procònsol era el d'un magistrat encarregat del govern de determinades províncies: Àsia, Acaia, i Àfrica.